# Renault Vel Satis
Pour les articles homonymes, voir Vel Satis (homonymie).
La Renault Vel Satis est une automobile conçue par le constructeur automobile français Renault et produite de 2002 à 2009. Sa devancière est la Renault Safrane et la Renault Latitude lui succède.

## Historique

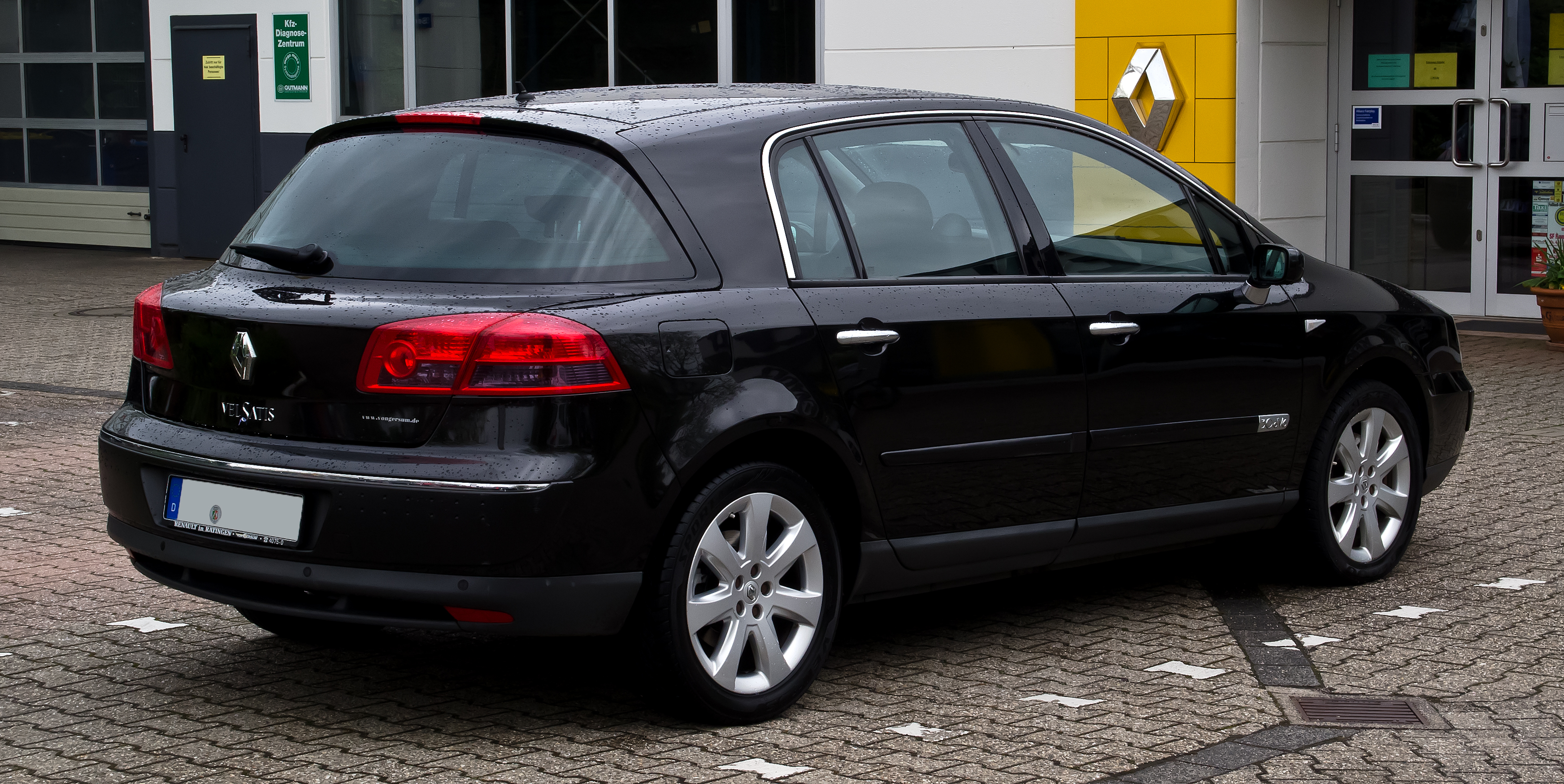
Renault Vel Satis phase I

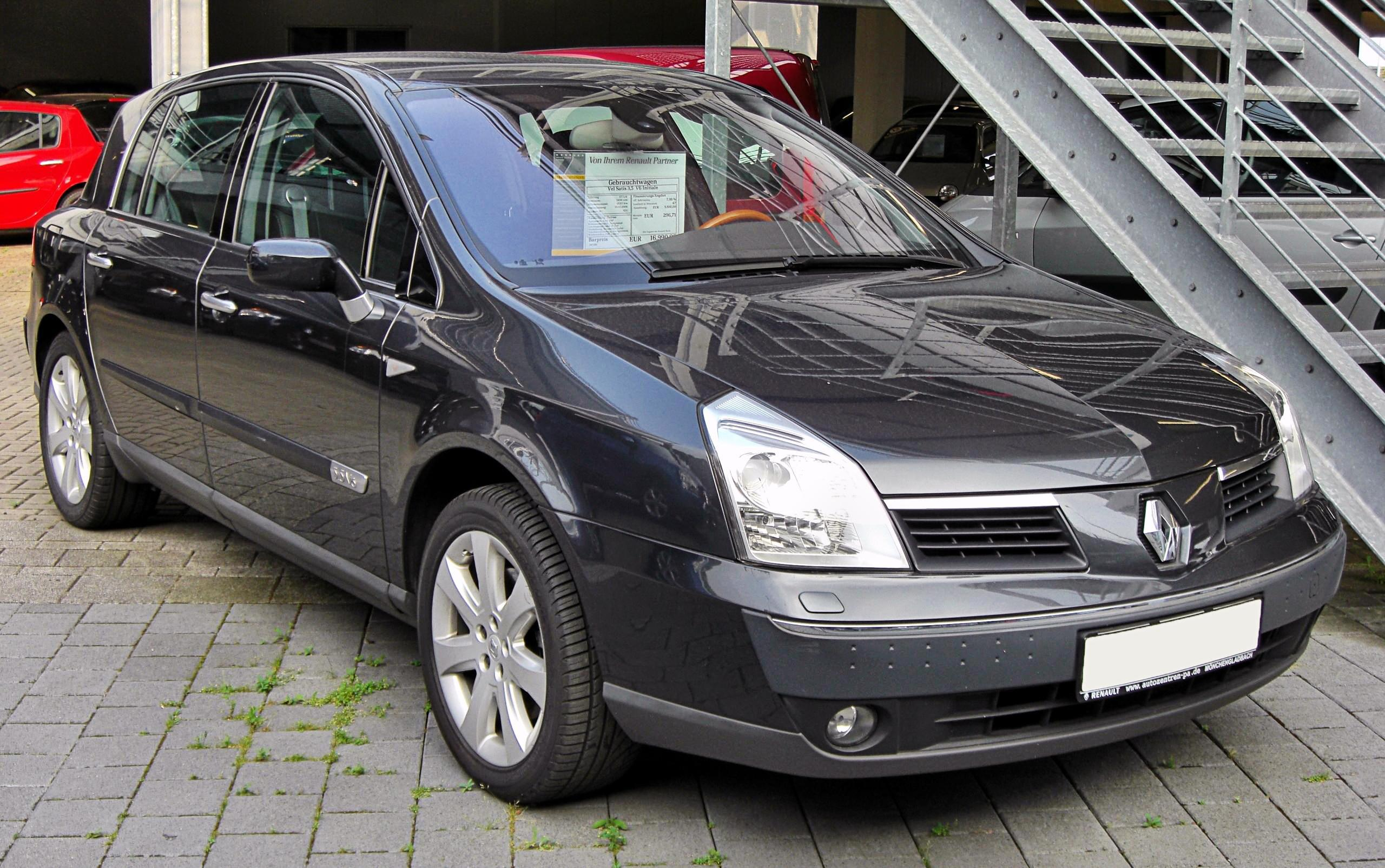
Renault Vel Satis phase II

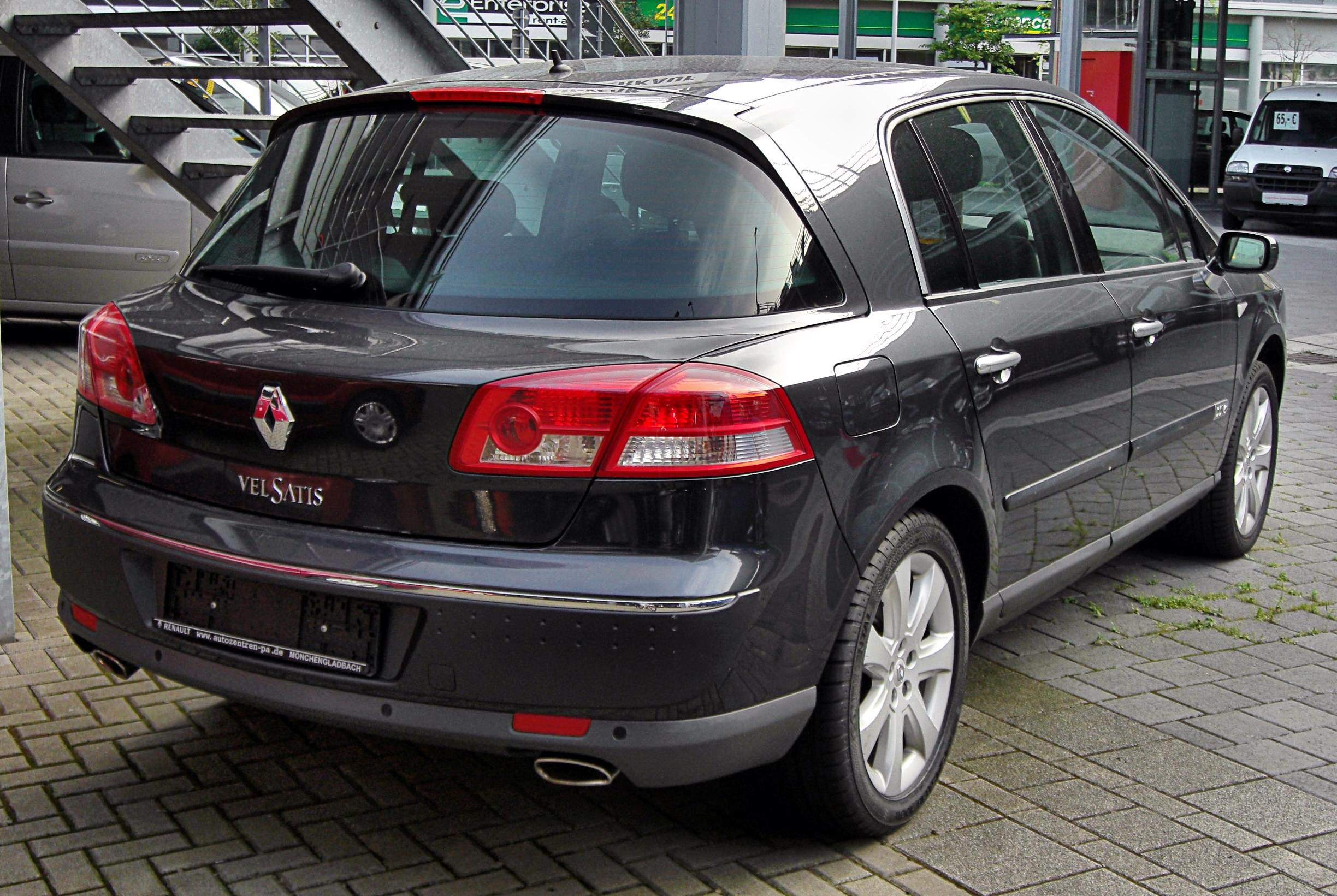
Renault Vel Satis phase II

La Vel Satis (acronyme de « vélocité » et « satisfaction ») est le modèle qui succède à la Safrane au sein de la gamme Renault. En latin, l'expression Vel Satis serait traduisible comme « Aussi Suffisant » ou « Assez Satisfaisant ». Le nom de projet du véhicule interne est X73.  
Elle est préfigurée par les concept car Renault Initiale en 1995 et Renault VelSatis concept en 1998, dont le design extérieur est signé Florian Thiercelin, sous la direction de Patrick Le Quément.  
Dévoilée lors du salon international de l'automobile de Genève de 2001, elle se caractérise par sa ligne assez haute, qui permet de favoriser l'habitabilité intérieure.  
Commercialisée à partir de 2002 de 33 300 € à 55 880 € selon les modèles, et proposant de bons niveaux de confort et de sécurité – avec notamment un résultat de cinq étoiles au test Euro NCAP –, la Vel Satis est néanmoins un échec commercial, en raison de son style atypique et d'ennuis de mise au point rencontrés sur certains des premiers modèles, ainsi que la confusion avec la Renault Avantime, et ce en dépit d'importants efforts de communication de la part de Renault.
Renault étant le partenaire officiel du Festival de Cannes, la Vel Satis est ainsi utilisée pour transporter les stars aux marches du Palais des congrès. Elle est également retenue par le président de la République, Nicolas Sarkozy, dans une version blindée, rallongée de plusieurs centimètres et dotée d'un équipement intérieur enrichi.

La production de la Vel Satis a été arrêtée le 12 novembre 2009, après avoir été fabriquée à 62 201 exemplaires, une production très inférieure aux 310 000 Renault Safrane fabriquées. La Vel Satis fut un échec commercial et aussi une perte financière pour Renault, qui avait investi 630 millions d'euros dans le projet et l'industrialisation du modèle. En rapportant aux volumes, il est estimé que Renault aurait perdu 18 710 € pour chaque Vel Satis produite.

Renault VelSatis concept
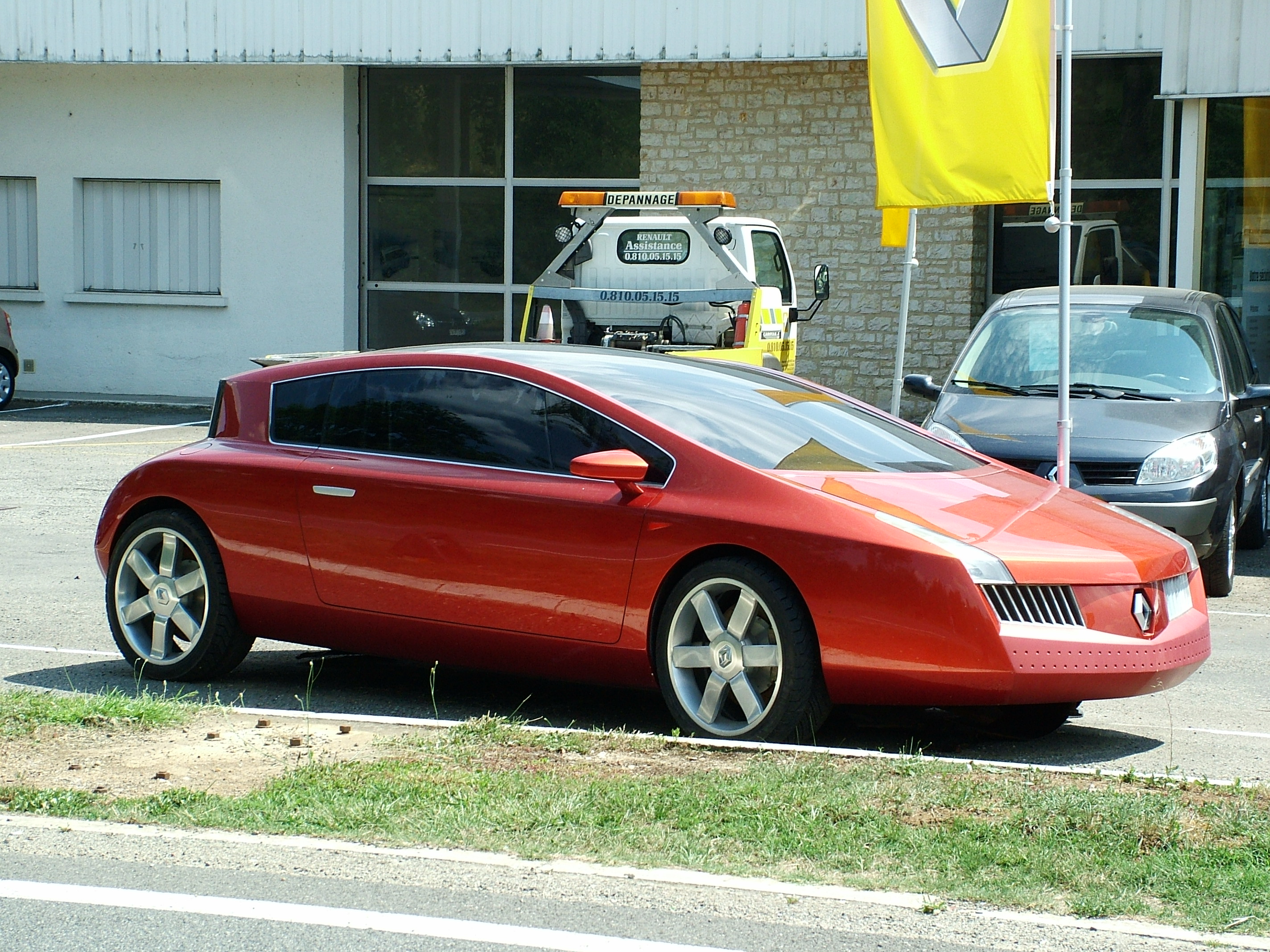
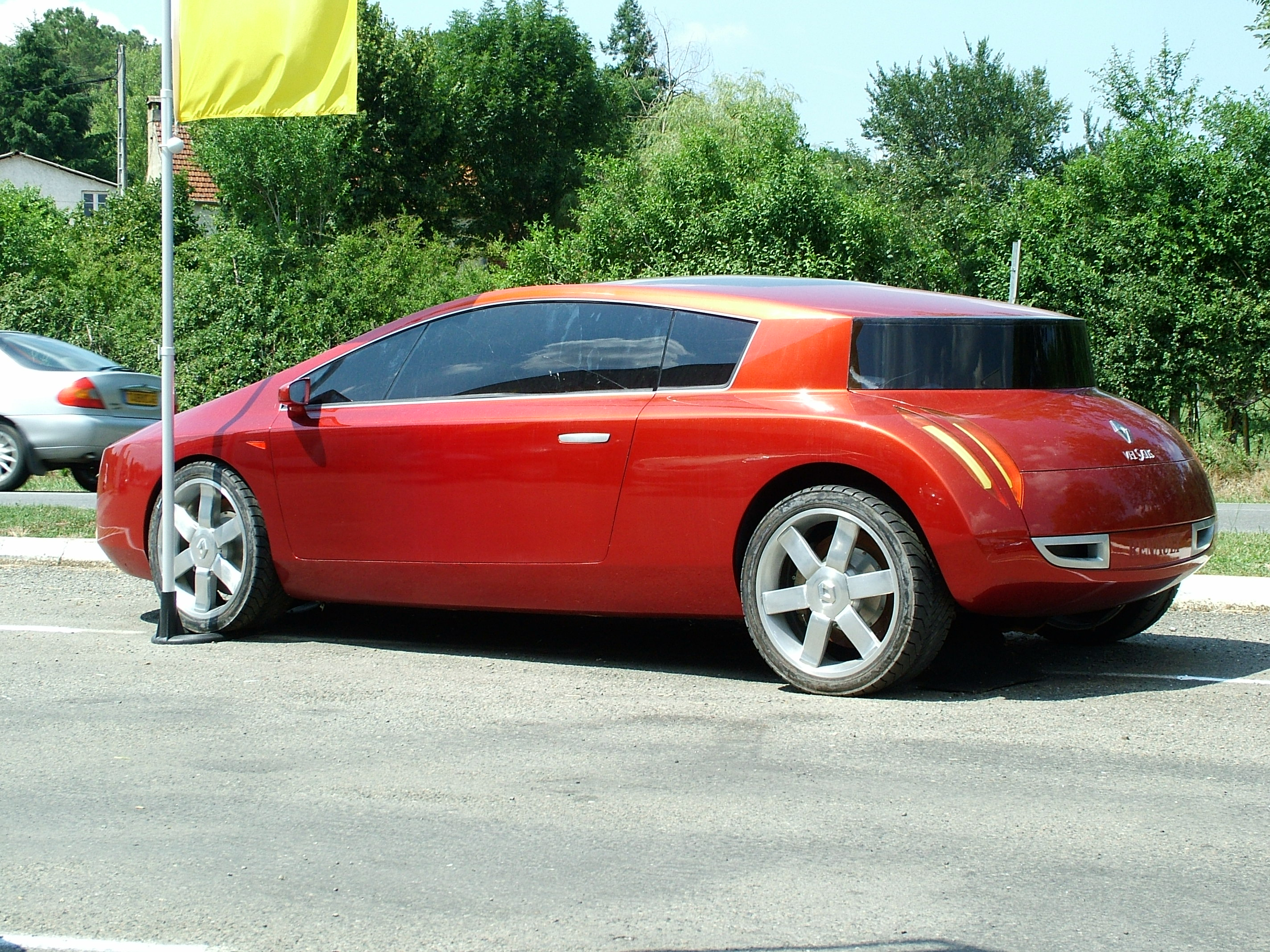
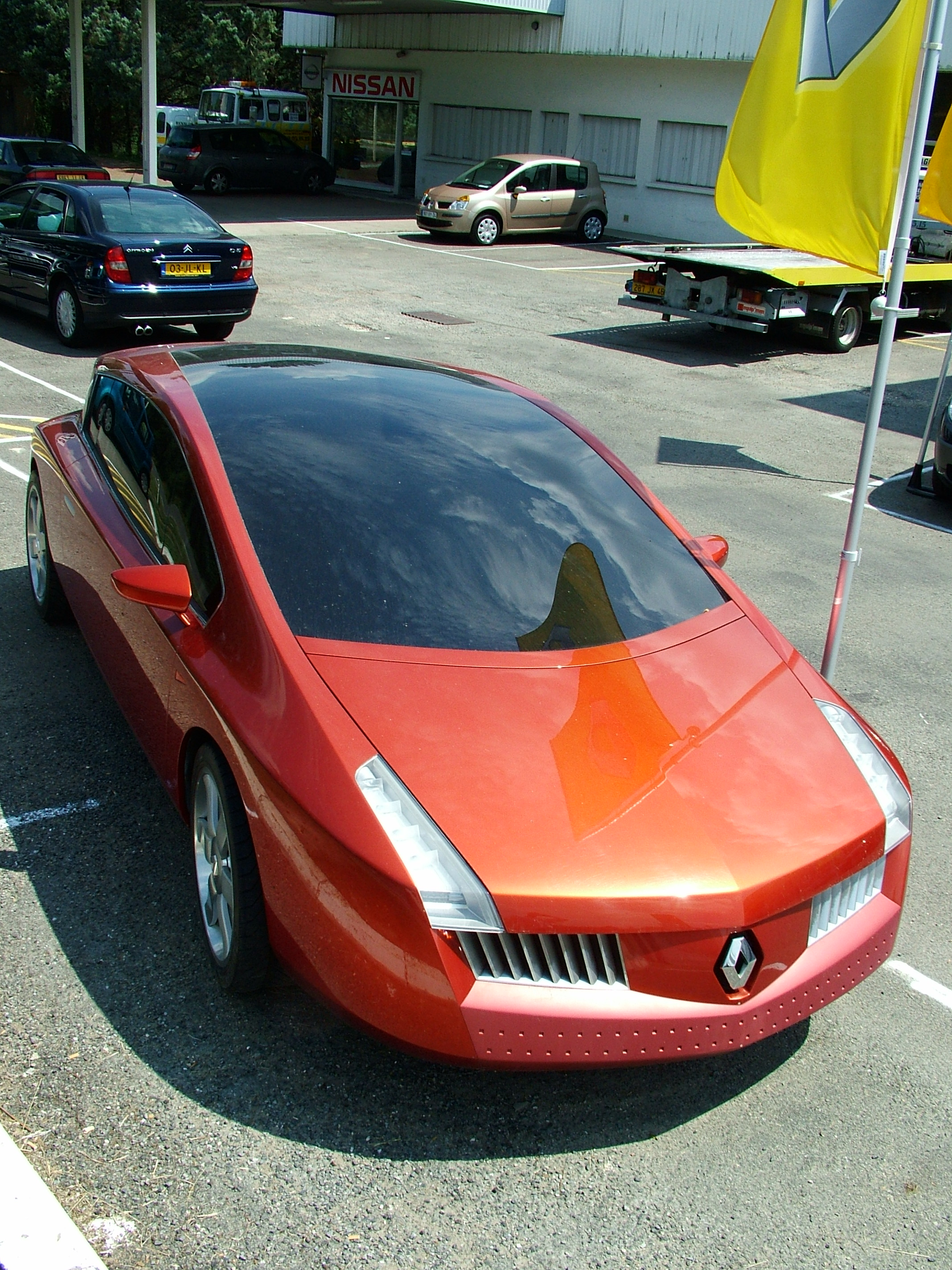

## Caractéristiques

### Chaîne cinématique

#### Motorisations
La Vel Satis est équipée de V6 : V6 3.5 litres essence de 245Ch d’origine Nissan ou V6 DCi diesel de 3.0 litres de 180 ch d'origine Isuzu qui sont réservés pour le haut de la gamme, le reste dispose de quatre cylindres essence (2,0 T de 170 ch) ou Diesel (2,2 litres DCi de 115, 140 ou 150 ch puis 2,0 l DCi de 150 et 175 ch en 2006). 
| Modèle et boîte                                    | Construction | Moteur                   | Cylindrée         | Performance                    | Couple                 | 0 à 100 km/h               | Vitesse maximale                  | Consommation et émissions de CO2    |
| -------------------------------------------------- | ------------ | ------------------------ | ----------------- | ------------------------------ | ---------------------- | -------------------------- | --------------------------------- | ----------------------------------- |
| Renault Vel Satis 2.0 T (boîte méca. 6 ou auto. 5) | 2002 - 2010  | 4 cylindres en ligne F4R | 1 998 cm3 (2,0 L) | 125 kW (170 ch) à 5 000 tr/min | 270 N m à 3 250 tr/min | Méca. : 9,4 s Auto. : 10 s | Méca. : 210 km/h Auto. : 205 km/h | 9,4 et 9,9 L/100 km 225 et 237 g/km |
| Renault Vel Satis 3.5 V6 (boîte auto. 5)           | 2002 - 2010  | 6 cylindres en V V4Y     | 3 498 cm3 (3,5 L) | 180 kW (245 ch) à 6 000 tr/min | 330 N m à 3 600 tr/min | 8,3 s                      | 235 km/h                          | 11,5 L/100 km 275 g/km              |

| Modèle et boîte                                          | Construction | Moteur                   | Cylindrée         | Performance                    | Couple                 | 0 à 100 km/h                  | Vitesse maximale                  | Consommation et émissions de CO2    |
| -------------------------------------------------------- | ------------ | ------------------------ | ----------------- | ------------------------------ | ---------------------- | ----------------------------- | --------------------------------- | ----------------------------------- |
| Renault Vel Satis 2.0 dCi 150 (boîte méca. 6)            | 2006 - 2010  | 4 cylindres en ligne M9R | 1 995 cm3 (2,0 L) | 110 kW (150 ch) à 4 000 tr/min | 340 N m à 2 000 tr/min | 10,3 s                        | 200 km/h                          | 7,3 L/100 km 194 g/km               |
| Renault Vel Satis 2.0 dCi 175 (boîte méca. 6 ou auto. 5) | 2006 - 2010  | 4 cylindres en ligne M9R | 1 995 cm3 (2,0 L) | 129 kW (175 ch) à 3 750 tr/min | 360 N m à 2 000 tr/min | Méca. : 9,5 s Auto. : 10,1 s  | Méca. : 211 km/h Auto. : 205 km/h | 7,3 et 7,5 L/100 km 194 et 199 g/km |
| Renault Vel Satis 2.2 dCi 115 (boîte méca. 6)            | 2002 - 2006  | 4 cylindres en ligne G9T | 2 188 cm3 (2,2 L) | 85 kW (115 ch) à 4 000 tr/min  | 320 N m à 1 750 tr/min | 13,5 s                        | 182 km/h                          | 7,2 L/100 km 192 g/km               |
| Renault Vel Satis 2.2 dCi 140 (boîte méca. 6 ou auto. 5) | 2005 - 2009  | 4 cylindres en ligne G9T | 2 188 cm3 (2,2 L) | 103 kW (140 ch) à 4 000 tr/min | 320 N m à 1 750 tr/min | Méca. : 11,1 s Auto. : 12,9 s | Méca. : 194 km/h Auto. : 190 km/h | 7,7 et 8,4 L/100 km 204 et 226 g/km |
| Renault Vel Satis 2.2 dCi 150 (boîte méca. 6 ou auto. 5) | 2002 - 2008  | 4 cylindres en ligne G9T | 2 188 cm3 (2,2 L) | 110 kW (150 ch) à 4 000 tr/min | 320 N m à 1 750 tr/min | Méca. : 10,9 s Auto. : 12,7 s | Méca. : 200 km/h Auto. : 193 km/h | 7,2 et 8,4 L/100 km 192 et 225 g/km |
| Renault Vel Satis 3.0 dCi (boîte auto. 5)                | 2002 - 2010  | 6 cylindres en V P9X     | 2 958 cm3 (3,0 L) | 132 kW (180 ch) à 4 400 tr/min | 400 N m à 1 800 tr/min | 10,4 s                        | 212 km/h                          | 8,7 L/100 km 232 g/km               |

### Châssis et carrosserie
- Vert Amande (190), de 2002 à 2007
- Blanc Glacier (369), de 2005 à 2010
- Bleu Crépuscule (472), de 2002 à 2010
- Gris Hologramme (603), de 2002 à 2007
- Noir Nacré (676), de 2002 à 2010
- Vert Abysse (903), de 2002 à 2010
- Beige Angora (A19), de 2002 à 2010
- Gris Sidéral (B64), de 2002 à 2004
- Gris Éclipse (B66), de 2002 à 2010
- Rouge de Feu (B76), de 2002 à 2004
- Rouge Garance (B79), de 2002 à 2005
- Marron Glacé (D17), de 2005 à 2006
- Bleu Navy (D42), de 2002 à 2010
- Bleu Orage (D47), en 2002 et 2004
- Gris Platine (D69), de 2005 à 2010
- Vert Cottage (D93), de 2002 à 2003